# Cerco de Chōkō-ji
Chōkō-ji (长兴寺) foi um templo capturado por Oda Nobunaga pelo clã Rokkaku. O clã tentou recuperar o templo em 1570, cortando o fornecimento de água ao local, condicionando-o num estado de assédio pelo próprio clã. Shibata Katsuie, o comandante encarregue em defender o templo, conduziu as suas forças para fora do templo estabelecendo um ataque contra o inimigo, saindo por fim vencedor.